# 秦峰镇
秦峰乡，是中华人民共和国江西省上饶市信州区下辖的一个乡镇级行政单位。

## 行政区划
秦峰乡下辖以下地区：
秦峰村、霍村、路底村、占村、岩坑村、五石村、下湖村、管家村、东塘村、新塘村和老坞村。